# Linia kolejowa Łuczeniec – Halič
Linia kolejowa Łuczeniec – Halič (słow. Železničná trať Lučenec – Halič) – zlikwidowana linia kolejowa na Słowacji łącząca Łuczeniec z Haličem (kraj bańskobystrzycki).

## Geneza
Przyczyną wybudowania linii kolejowej z Łuczeńca do Haliča był intensywnie rozwijający się na przełomie XIX i XX wieku przemysł w okolicach Łuczeńca. W końcu XIX wieku zainteresowany budową linii był Ján Forgách, ale do budowy wówczas nie doszło. Pozwolenie wydano dopiero w 1904 stowarzyszeniu kolei lokalnej regionu lučeneckiego (koncesja nr MO č. 480001/906.VII.3). Inicjatorem budowy był Ignác Armin Pallós z Budapesztu. Koncesja określiła przebieg torowisk i obowiązek budowy bocznicy do fabryki blachy i emalii Juraja Rakottyai i Synów, destylarni Herzog i Kohn oraz do fabryki tkanin w Haliču. 14 lipca 1906 doszło do skutku walne zgromadzenie kolei lokalnej (węg. Losoncz – Gácsi helyi érdeku vasút részvény tarsaság). Nakłady finansowe na budowę oscylowały w granicach 627.000 koron.

## Historia
Linia miała długość około 9,5 kilometra i zaczynała się od zwoleńskiej głowicy stacji Lučenec. Na trasie zbudowano dwa przystanki: Lučenec jarmočisko (targowisko) i Ľadovo. Na linii istniało trzynaście przejazdów, z których tylko jeden był zabezpieczony rogatkami. Trasę otwarto 19 grudnia 1906, a dnia następnego rozpoczęły się regularne przewozy. Maksymalna prędkość dopuszczona na linii wynosiła 40 km/h, najmniejszy promień łuku miał 225 metrów, a maksymalny podjazd wynosił 15 ‰. Ruch był prowadzony początkowo przez Węgierskie Koleje Państwowe Magyar Államvasutak (MÁV), a po roku 1918 przez Československé státní dráhy, czyli Czechosłowackie Koleje Państwowe (ČSD).
Stopniowo trasa rozbudowywana był o kolejne bocznice: w 1912 do młyna parowego (w kilometrze 2,660) i w 1916 do fabryki maszyn rolniczych w Lučencu (w kilometrze 1,345). Po wybuchu I wojny światowej, w 1914, na potrzeby wojska i szpitala wojskowego wybudowano bocznicę od toru do gorzelni. W czasie walk II wojny światowej torowiska zostały uszkodzone. Ponowne przewozy (po naprawach) otwarto 9 listopada 1945. Z czasem ruch obsługiwać zaczęły wagony motorowe.
Likwidacja przewozów nastąpiła w 1967. O zamknięcie linii wnioskowała Dyrekcja Kolei Słowackich w Bratysławie (część ČSD) do Powiatowego Komitetu Narodowego w Lučencu. Najpierw zamknięto ruch pasażerski (28 maja 1967), a potem towarowy (1 czerwca 1967). 

## Pozostałości
Do dziś pamiątkami linii są dworzec w Haliču, krótki, czynny odcinek w Łuczeńcu użytkowany jako bocznica, częściowe pozostałości starotorza i przyczółki mostowe.